# Диодор Зона
Диодор Зона (др.-греч. Διόδωρος Ζωνᾶς, лат. Diodorus Zonas) — древнегреческий поэт I века до н. э. Его эпиграммы сохранились в Палатинской антологии.
Филипп Фессалоникийский, включивший стихотворения Диодора Зоны в свой сборник (около 40 года н. э.), сравнил их с лилиями.
Сладостный кубок подай мне, из глины сработанный кубок:

        Сам я из глины и, мёртв, буду под глиной лежать.